# Ataxie de Friedreich
 Mise en garde médicale
L'ataxie de Friedreich est la plus fréquente des ataxies héréditaires d'origine génétique, qui se déclare généralement à l'adolescence.
Elle doit son nom à Nikolaus Friedreich, un médecin allemand qui a décrit la maladie en 1863.

## Incidence
Elle touche environ 1 personne sur 50 000 en France, aussi bien les hommes que les femmes.

## Cause
C'est une mutation du gène FXN sur le locus q13 du chromosome 9, responsable de l'encodage d'une petite protéine de la matrice mitochondriale, la frataxine qui cause la maladie de Friedreich. Cette mutation est une expansion du codon GAA, qui est normalement répété moins de 30 fois dans ce gène, tandis que sa répétition atteint 60 et peut dépasser 1 000 dans cette pathologie. La mutation responsable de l'affection empêche la production normale de frataxine, ce qui perturbe le métabolisme du fer dans la  mitochondrie. Les nerfs et les muscles sont particulièrement touchés. Le nombre de codons anormalement répétés est corrélé avec la précocité, la sévérité de la maladie et la probabilité de survenue d'une atteinte cardiaque.
La transmission est autosomique récessive. Le nombre de répétitions du codon chez l'enfant n'est cependant pas toujours en rapport avec le nombre de codons chez les parents.

## Description

### Signes neurologiques
- Trouble de l'équilibre, difficulté à coordonner ses mouvements, dysarthrie (difficulté à s'exprimer), perte des réflexes.

### Signes ostéo-articulaires
Varient selon les cas:
- pieds creux bilatéraux,
- des orteils en griffes, accessoirement attitude en varus equin,
- cyphoscoliose tardive,
- main bote,
- déviation importante de la colonne vertébrale.

### Signes viscéraux
- Apparition d'une cardiomyopathie obstructive 4 à 5 ans après le début des signes neurologiques à dépister par une échocardiographie.
- Diabète sucré 1 fois sur 5

## Diagnostic
- Par le biais d'un neurologue, qui évaluera la fonction neurologique au niveau des jambes, confirmation par une prise de sang en dépistant la répétition du chromosome 9.

## Évolution
La prise en charge globale et précoce est essentielle pour préserver au maximum l’autonomie, les capacités fonctionnelles, ralentir la maladie et prévenir certaines complications. Elle repose sur un suivi multidisciplinaire, coordonné par le médecin traitant, le neurologue ou un neurogénéticien référent et le médecin de médecine physique et de réadaptation fonctionnelle en lien avec les rééducateurs paramédicaux (kinésithérapeute, ergothérapeute, orthophoniste, etc.).
La cardiopathie nécessite un suivi cardiologique annuel ou biannuel simple en l’absence de symptômes (ECG, échocardiographie). Elle peut parfois nécessiter des examens plus poussés (IRM cardiaque) et des traitements spécifiques en cas de troubles du rythme, ou d’insuffisance cardiaque. Un Holter systématique à la recherche d’une hyperexcitabilité supraventriculaire est conseillé.
L’activité physique doit être poursuivie en fonction des possibilités et le renforcement musculaire n’est pas proscrit surtout si la personne en retire un bénéfice. Les étirements, certains agents pharmacologiques (voie orale ou injections locales de toxine botulique) peuvent diminuer la spasticité. Des aides techniques pour la mobilité (chaussures, orthèses, fauteuil roulant) peuvent s’avérer nécessaires. Le recours à la chirurgie peut être parfois proposé, surtout dans l’enfance, pour correction du varus équin ou de la scoliose.
La prise en charge orthophonique est capitale pour l’élocution et la déglutition.
La glycémie est à surveiller annuellement. La survenue d’un diabète nécessite un suivi endocrinologique pour évaluer l’indication à l’insuline.
Les troubles visuels ou auditifs pris en charge par l’ophtalmologiste ou l’ORL peuvent nécessiter des aides basse-vision ou des appareillages auditifs.
La progression de la maladie est plus ou moins lente, variable d’une personne à l’autre y compris dans une même famille, en général plus sévère dans les formes précoces. Il n’existe pas encore de traitement curatif. Des essais cliniques sont en cours.
La cause du décès est cardiaque dans plus de la moitié des cas.

## Diagnostic différentiel
- Un diagnostic différentiel essentiel : l'AVED, acronyme de Ataxia Friedreich-like with selective deficiency vitamine E, qui est une maladie provoquée par une mutation du chromosome 8 et dont le traitement par la vitamine E permet de ralentir voire de stopper l'évolution.

## Traitement
Le coenzyme Q10 ou son dérivé (l'idébénone) a un certain effet sur la cardiopathie avec une régression partielle de l'hypertrophie ventriculaire gauche mais beaucoup moins sur les signes neurologiques.
L'administration de nicotinamide permet d'obtenir une hausse substantielle du taux de la frataxine, sans, cependant, d'effets démontrés sur la maladie, du moins à court terme.

## Recherches
De nombreuses recherches sont en cours pour trouver un traitement. Les patients peuvent s'inscrire dans un registre pour faciliter le recrutement pour les essais cliniques. Le registre mondial des patients atteints d'ataxie de Friedreich est le seul registre mondial de patients atteints d'ataxie de Friedreich à caractériser les symptômes et à établir le taux de progression de la maladie.